# Oxytropis collettii
Oxytropis collettii är en ärtväxtart som beskrevs av Fisch.. Oxytropis collettii ingår i släktet klovedlar, och familjen ärtväxter. Inga underarter finns listade i Catalogue of Life.